# Bivacco Aronte
Il bivacco Aronte è un bivacco situato in comune di Massa, nei pressi del passo della Focolaccia. Costruito nel 1902 ad opera della sezione ligure del CAI dove era già presente una costruzione dal 1880.
L'edificio è diventato simbolo delle lotte ambientaliste per le Alpi Apuane in quanto dal 2019 al 2021 la sua esistenza è stata minacciata dalla Cava di Piastramarina, già responsabile dell'abbassamento di diverse decine di metri del passo della Focolaccia. Infine fu salvato dall'intervento del Ministero della Cultura che nel 2021 l'ha dichiarato "bene di interesse storico ed artistico".
Nel 1920 vi soggiornò anche il fisico Enrico Fermi.

## Caratteristiche e informazioni
All'interno sono presenti sei posti letto. Il bivacco è situato sul versante meridionale del passo della Focolaccia a 1643 m.s.l.m.

## Accesso
Il bivacco Aronte è raggiungibile:
- da Resceto seguendo la via Vandelli[6] e in seguito il sentiero 166.
- da Campocatino (Alpi Apuane) seguendo il sentiero 177 fino al passo della Tombaccia e proseguendo per il passo della Focolaccia.